# ۲۸۰ (میلادی)

## زادروزها
- امپراتور کنستانتین ۲۸۰–۳۳۷ ترسایی؛ در این سال زاده شد.
- سنت نیکولاس در این سال در ترکیه کنونی چشم به جهان گشود.